# Диметилалил пирофосфат
Диметилалил пирофосфатът (или -дифосфат) (DMAPP) е междинен метаболин на мевалонатния и немевалонатния път. Той е изомер на изпентенил пирофосфата (IPP) и на практика се среща във всички живеещи днес на Земята форми на живот. Преобразуването между двата метаболита се катализира от ензима изопентенил пирофосфат изомераза.
Прекурсор на DMAPP в мевалонатния път е мевалоновата киселина, а в немевалонатния 2-C-метил-D-еритритол.